# Harpo Marx
Harpo Marx, właśc. Adolph Arthur Marx (ur. 23 listopada 1888 Nowy Jork, zm. 28 września 1964 Los Angeles) – amerykański aktor komediowy. Jeden z braci Marx.

## Biografia[1]
Adolph Marx urodził się w 1888 roku w Nowym Jorku. Był drugim w kolejności z pięciorga rodzeństwa. Edukację zakończył na drugiej klasie szkoły podstawowej. Później pracował dorywczo w różnych zawodach, często bywał też bezrobotny. W 1910 roku za namową matki dołączył do zespołu swoich braci, Juliusa zwanego Groucho i Miltona zwanego Gummo, występujących w wodewilach. Razem z nimi stworzył grupę „The Three Nightingales”. W 1911 roku zmienił imię na Arthur. W 1918 Gummo wystąpił z grupy w 1918, a jego miejsce zajął Zeppo.
Podczas występów Adolph Arthur Marx opracował swój specyficzny styl, polegający na niezwykle dynamicznej gestykulacji. Ponieważ w gazetach pojawiły się recenzje krytykujące jego sposób mówienia, zaczął grywać niemowę, a jego nieodłącznym atrybutem stał się klakson. Elementem jego stylu były również kręcone rude włosy, wysoki kapelusz i luźny płaszcz z niezwykle pojemnymi kieszeniami, z których podczas występów często wyjmował różne rzeczy dla rozbawienia publiczności. Swój pseudonim Harpo zawdzięczał umiejętności gry na harfie (ang. harp).
Jako aktor filmowy zadebiutował wspólnie z braćmi w 1921 roku w filmie „Humor Risk”, a cztery lata później w „Too Many Kisses” (film bez udziału pozostałych braci). Razem z braćmi Zeppo, Groucho i Chico, pojawił się w takich filmach jak „Orzechy kokosowe”, „Sucharki w kształcie zwierząt”, „Małpi interes”, „Końskie pióra” i „Kacza zupa”. Po odejściu z grupy najmłodszego Zeppo, trzej pozostali bracia wystąpili jeszcze w takich filmach jak m.in. „Noc w operze”, „Dzień na wyścigach”, czy „Szczęśliwą miłość”. Harpo oprócz gry w filmach, występował również okazjonalnie w produkcjach telewizyjnych.
W 1933 występował w Związku Radzieckim mając status ambasadora dobrej woli.
W 1936 roku ożenił się z Susan Fleming. Wspólnie adoptowali czwórkę dzieci: Billa, Alexa, Jimmy’ego i Minnie. Małżeństwo przetrwało do śmierci aktora. 28 września 1964 Harpo dostał zawału serca, zmarł w trakcie operacji.

## Filmografia wybrana[2]
- Humor Risk (1921) jako Watson
- Too Many Kisses (1924) jako Wiejski Piotruś Pan
- Orzechy kokosowe (The Cocoanuts, 1929) jako Harpo
- Sucharki w kształcie zwierząt (Animal Crackers, 1930) jako profesor
- Małpi interes (Monkey Business, 1931) jako Harpo
- Końskie pióra (Horse Feathers, 1932) jako Pinky
- Kacza zupa (Duck Soup, 1933) jako Pinky
- Noc w operze (A Night at the Opera, 1935) jako Tomasso
- Dzień na wyścigach (A Day at the Races, 1937) jako Stuffy
- Panika w hotelu (Room Service, 1938) jako Faker
- Bracia Marx w cyrku (At the Circus, 1939) jako Punchy
- Bracia Marx na Dzikim Zachodzie (Go West, 1940) jako „Rusty” Panello
- Dom towarowy (The Big Store, 1941) jako Wacky
- Noc w Casablance (A Night in Casablanca, 1946) jako Rusty
- Szczęśliwa miłość (Love Happy, 1950) jako Harpo
- Historia ludzkości (The Story of Mankind, 1957) jako Isaak Newton

## Dodatkowe informacje
- Postać Harpo Marxa, a także wielu innych przedwojennych amerykańskich aktorów, pojawiła się w filmie animowanym The Autograph Hound z 1939, gdzie Kaczor Donald włamuje się do studia filmowego, aby zdobyć autografy.
- Postać Harpo Marxa pojawiła się w filmie animowanym Mickey’s Polo Team. W którym drużyna Myszki Miki rozgrywa mecz polo z drużyną złożoną z przedwojennych aktorów.